# 天祭壇
天祭壇（韓語：천제단）是韓國江原特別自治道太白市最高峰太白山上的祭壇，該山峰上有郊遊的步道以及紀念檀君的聖壇。